# Tobias Willumsen
Tobias Frederik Ole Willumsen (* 8. Mai 1884 in Ukkusissat; † unbekannt) war ein grönländischer Landesrat.

## Leben
Tobias Willumsen war der Sohn des Udstedsverwalters Johan Hans Villumsen (1832–?) und seiner Frau Marie Sofie Sara (1847–?). Tobias war der Großvater des Bischofs Kristian Mørch (1930–2017). Tobias Willumsen war Jäger und saß 1918 und 1919 für Thomas Løvstrøm im nordgrönländischen Landesrat.